# 12718 Le Gentil
A 12718 Le Gentil (ideiglenes jelöléssel 1991 LF1) a Naprendszer kisbolygóövében található aszteroida. Eric Walter Elst fedezte fel 1991. június 6-án.